# Louis-François Delisle de la Drevetière
Louis-François Delisle de La Drevetière (* 18. Oktober 1682 in Suze-la-Rousse; † 25. November 1756 in Paris) war ein französischer Schriftsteller.

## Leben und Werk
Louis-François Delisle de La Drevetière wuchs in einer adeligen Familie der Dauphiné auf. Sein Pate war Louis de La Baume de Suze, Bischof von Viviers. Er ging zum Jurastudium nach Paris, fühlte sich aber vom Theater angezogen und schrieb ab 1721 Stücke für die Comédie-Italienne, deren (nach Marivaux) zweitwichtigster Autor er wurde.
Delisles Theater ist philosophisch geprägt. In Arlequin sauvage („Harlekin als Wilder“, aufgeführt im Jahr des Erscheinens der  Persischen Briefe Montesquieus) erstellt der Wilde ein vernichtendes Gutachten über den europäischen Lebensstil. In seinem Timon von Athen erfreut sich ein in einen Menschen verwandelter Esel der menschlichen Gesellschaft, die dabei für den Zuschauer kein gutes Bild abgibt.

## Werke (Auswahl)

### Gesammelte Werke
- Chefs-d’œuvre de La Drevetière de l’Isle. Paris, 1783.

### Einzelwerke
- Arlequin Sauvage. 1721.
  - Jacques Truchet (Hrsg.) Théâtre du XVIIIe siècle. 2 Bde. Paris 1972–1974 (Bibliothèque de la Pléiade), Bd. 1.
  - Arlequin sauvage. Le faucon et les oies de Boccace. Hrsg. David Trott. Espaces 34, Montpellier 1996, 2003.
  - Arlequin sauvage. Timon le misanthrope. Les caprices du coeur et de l’esprit. Hrsg. Ola Forsans. Société des textes français modernes, Paris 2000.
  - (deutsch) Der Bauer aus dem Gebirge in Wien, ein Lustspiel von 3 Aufzügen. Wien 1767.
- Timon le Misanthrope. 1722. Hrsg. Ola Forsans. 2000.
- Arlequin au banquet des sept sages. 1723.
- Le Banquet ridicule. 1723.
- Le Faucon er les Oies de Boccace. 1725. Hrsg. David Trott. 1996, 2003.
- Le Berger d’Amphrise. 1727.
- Arlequin Astrologue. 1727.
- (mit Marie-Jeanne Riccoboni) Abdilly, roi de Grenade, tragi-comédie en 3 actes et en prose. 1729.
- Danaüs. 1732.
- Arlequin grand Mogol. 1734.
- Les Caprices du coeur et de l’esprit. 1737. Hrsg. Ola Forsans. 2000.
- Le Valet auteur. 1738.
- Essai sur l’amour-propre. Poème où l’on démontre que l’amour-propre est, en nous, le mobile des vertus et des vices, selon qu’il est bien ou mal entendu, et que les vrais intérêts de la vie, et tout notre bonheur consistent à sçavoir le rectifier. Prault, Paris 1738.
- Qu’a-t-il ? Qu’a-t-elle ? ou la République des oyseaux. Alexandre ressuscité et autres fables et contes allégoriques. Prault, Paris 1739.
- Poésies diverses. Epitre aux beaux esprits, la Gazette poétique, le Voyage de l’Amour-Propre dans l’Isle de la Fortune. Epître à Eucharis et autres. Prault, Paris 1739.
- La découverte des longitudes avec la méthode facile aux navigateurs pour en faire usage, par M. de La Drevetière, sieur de Lille. Paris, chez André Cailleau, Paris 1740.